# Gary Doer
Gary Albert Doer (né le 31 mars 1948 à Winnipeg) est un homme politique de la province canadienne du Manitoba. Il a été premier ministre du Manitoba de 1999 à 2009 à la tête d'un gouvernement néo-démocrate avant d'être nommé ambassadeur du Canada aux États-Unis.

## Biographie
Doer est surintendant-adjoint au Centre de détention de Vaughan Street avant de se lancer en politique. Il est également président du syndicat des employés du gouvernement du Manitoba pendant sept ans.

### Carrière politique
Il est d'abord élu à l'Assemblée législative du Manitoba en 1986 pour la circonscription de Concordia, dans le nord de Winnipeg. Il est nommé au conseil des ministres du premier ministre Howard Pawley le 17 avril 1986, occupant le poste de ministre des Affaires urbaines. Subséquemment, il occupe les portefeuilles additionnelles de ministre des Investissements de la Couronne et ministre du Système téléphonique manitobain (4 février 1987), ministre responsable de l'Imputabilité des sociétés de la Couronne (19 août 1987) et ministre responsable de la Loi sur le contrôle des liqueurs (21 septembre 1987).
Le gouvernement de Pawley survit par une majorité extrêmement mince à la législature, et est défait le 8 mars 1988 lorsque le député néo-démocrate d'arrière-banc mécontent Jim Wading vote avec l'opposition sur une motion de non-confiance. Pawley démissionne en tant que chef du NPD le lendemain et fixe la date du prochain scrutin.
Le congrès du Nouveau Parti démocratique pour choisir un successeur à Pawley était prévu pour le 30 mars, en pleine campagne électorale. Doer, appuyé par les hautes instances du parti et les syndicats, défait à l'arraché Len Harapiak pour devenir le nouveau chef du parti.

#### Chef du NPDM
Doer devient chef du NPD du Manitoba dans une période où le parti enregistrait des niveaux records d'impopularité. Le gouvernement Pawley avait augmenté les primes d'assurance automobile de manière significative, et Doer révèle plus tard que le parti était tombé à 6 % d'appuis dans ses sondages internes. Il s'agit possiblement d'une exagération, mais l'impopularité des néo-démocrates à l'époque était authentique, et reconnue par la direction du parti. C'est en partie pour cette raison que Doer ne s'assermente pas comme premier ministre, cherchant à prendre ses distances du gouvernement Pawley sortant.
Le NPD remporte 12 sièges (de 57) aux élections de 1988. Le chef progressiste-conservateur Gary Filmon est capable de former un gouvernement minoritaire, avec les libéraux de Sharon Carstairs comme opposition officielle. Doer, réélu dans Concordia par une marge réduite, n'est pas blâmé personnellement pour la défaite et demeure en tant que chef du parti. Le gouvernement Filmon déclenche une nouvelle élection en 1990. Il remporte une majorité parlementaire, mais les néo-démocrates de Doer améliorent leur total à 20 sièges et remplacent les libéraux en tant qu'opposition officielle.

#### Chef de l'Opposition officielle
Le NPD augmente de nouveau son total à 23 sièges en 1995, et aurait peut-être remporté l'élection si ce n'était que de l'impopularité massive du gouvernement néo-démocrate de Bob Rae en Ontario voisine. En 1999, le gouvernement Filmon annonce qu'il planifie un virage à droite s'il est réélu pour un quatrième mandat. Cette annonce est accueillie avec méfiance par bien des électeurs manitobains et permet à Doer, se présentant lui-même comme un modéré, de présenter son parti comme un alternative sécuritaire.

#### Premier ministre
Au cours d'une campagne considérée comme trop serrée pour prédire le résultat (too close to call) jusqu'au jour du scrutin, le NPD remporte 32 sièges contre les 24 des tories et 1 pour les libéraux. Plus de 11 ans après avoir décliné l'option, Doer est assermenté premier ministre le 5 octobre 1999.
Le gouvernement de Doer a présenté un ton modéré et pragmatique, sans recourir aux réformes plus radicale entreprises par des gouvernements néo-démocrates précédents, bien qu'il ait continué l'appui néo-démocrate traditionnel au syndicats ouvriers. L'économie manitobaine demeure prospère, et le taux de chômage de 4,8 % (en 2004) est l'un des plus bas aux pays. L'assurance-automobile est également beaucoup moins chère que dans les autres provinces canadiennes.
En 2003, Doer appuie le député manitobain Bill Blaikie dans sa campagne au leadership du Nouveau Parti démocratique fédéral. Blaikie est finalement défait par Jack Layton.
Le gouvernement de Doer est réélu à un second mandat lors de l'élection générale manitobaine de 2003, récoltant 35 sièges et 49,39 % des suffrages (un total impressionnant dans un système à trois partis). Doer est réélu dans sa circonscription avec l'appui de 75 % des électeurs.
Lors de l'élection de 2007, Doer mène le Nouveau Parti démocratique à une troisième majorité parlementaire consécutive, une première pour un premier ministre néo-démocrate dans cette province.

### Ambassadeur

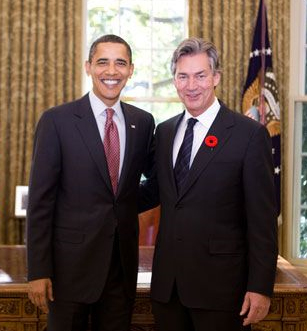
(À gauche) le président des États-Unis Barack Obama et (à droite) l'ambassadeur Gary Albert Doer

Le 27 août 2009, Doer annonce qu'il quitte ses fonctions de premier ministre du Manitoba et le 28, Stephen Harper le nomme ambassadeur du Canada aux États-Unis. À l'issue d'une course à la chefferie du NPD, l'ancien ministre des Finances, Greg Selinger succède au premier ministre Doer.